# Istituto Poligrafico e Zecca dello Stato

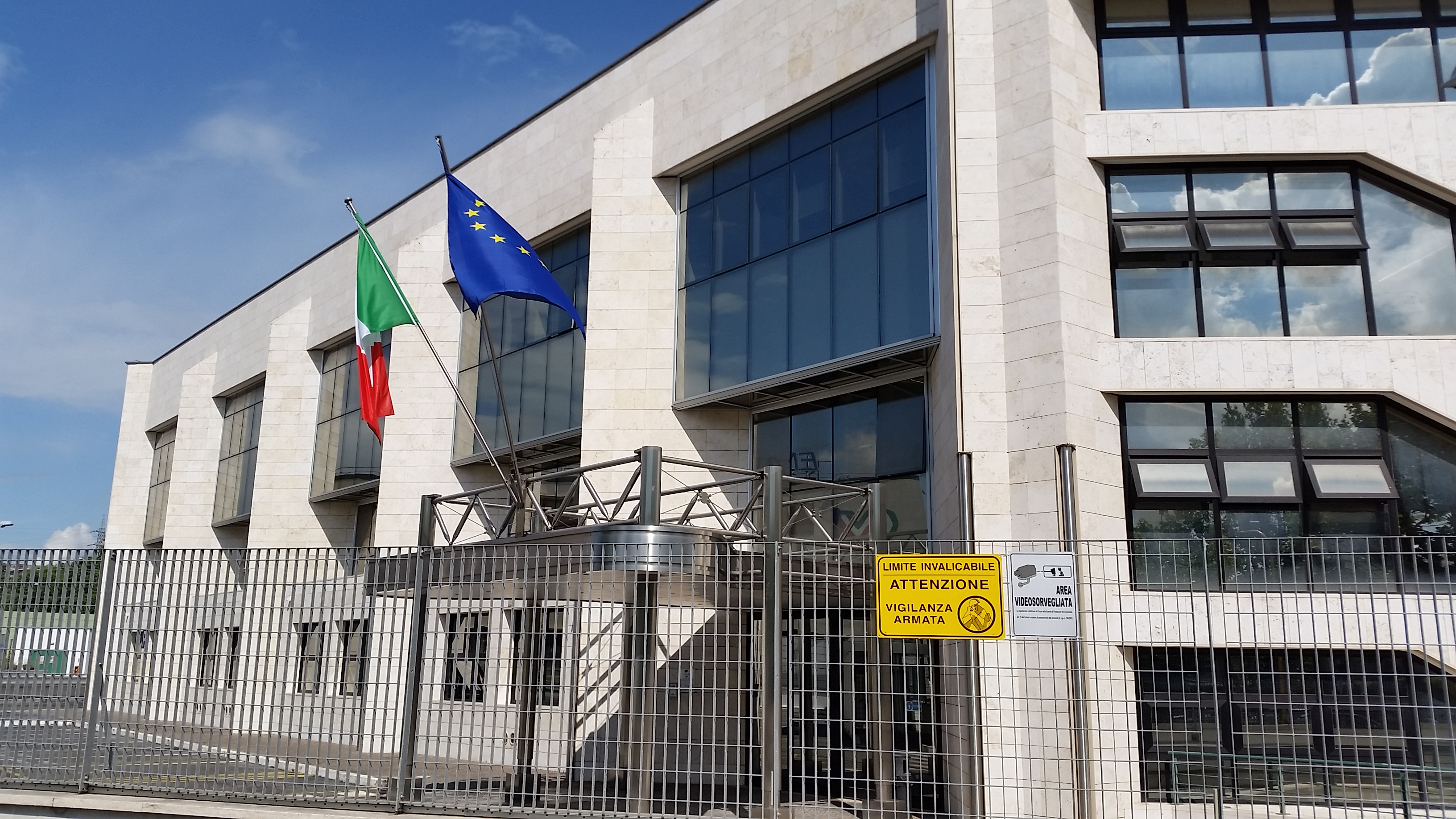
Istituto Poligrafico e Zecca dello Stato

Het Istituto Poligrafico e Zecca dello Stato (IPZS), kortweg Zecca, is het munthuis en de staatsdrukkerij van Italië, aan de Via Salaria in Rome. In 1978 is de munt samengevoegd met de drukkerij van postzegels, identiteitskaarten en paspoorten. 
De Zecca slaat de Italiaanse, Vaticaanse en San Marinese euromunten. Voor de introductie van de euro sloeg het de munten van de Italiaanse, Vaticaanse en San Marinese lire.
Het Museo della Zecca Italiana, het nationale muntmuseum, ligt naast het IPZS.